# Aphidius uroleuci
Aphidius uroleuci är en stekelart som beskrevs av Mescheloff och Rosen 1990. Aphidius uroleuci ingår i släktet Aphidius och familjen bracksteklar. Inga underarter finns listade i Catalogue of Life.